# إريك جاي هيلر
اريك جاي هيلر (بالإنجليزية: Eric J. Heller) هو فيزيائي وكيميائي أمريكي، ولد في 10 يناير 1946 في واشنطن العاصمة في الولايات المتحدة.